# Multrå distrikt
Multrå distrikt är ett distrikt i Sollefteå kommun och Västernorrlands län. Distriktet ligger omkring Multrå i mellersta Ångermanland och omfattar bland annat en mindre del av tätorten Sollefteå.

## Tidigare administrativ tillhörighet
Distriktet inrättades 2016 och utgörs av en del av området som Sollefteå stad omfattade till 1971, delen som före 1952 utgjorde Multrå socken.
Området motsvarar den omfattning Multrå församling hade 1999/2000.

## Tätorter och småorter
I Multrå distrikt finns en tätort och en småort.

### Tätorter
- Sollefteå (del av)

### Småorter
- Tjäll